# Lude sedamdesete
Lude sedamdesete ili Lude 70-e (eng. That '70s Show) je američka humoristična serija čija je radnja pratila živote šestero tinejdžera iz izmišljenog prigradskog naselja Point Placea u Wisconsinu u burnom periodu 70-ih godina prošlog stoljeća.
Serija se premijerno prikazivala na FOX-u, od 1998. do 2006. godine te je imala ukupno osam sezona.

## Radnja
Serija prati odrastanja Erica Formana (Topher Grace) i njegovih prijatelja u drugoj polovici '70-ih godina i stoga obrađuje mnoge klišeje iz tog razdoblja poput pušenja marihuane, slušanja Led Zeppelina itd. Eric živi sa svojim roditeljima, strogim ocem patrijarhalnih nadzora Redom (Kurtwood Smith) i s vrckavom, ali pomalo neurotičnom majkom Kitty (Debra Jo Rupp) koja ga uvijek brani od očevih strogih ukora. Nasuprot tomu, Ericova sestra Laurie (Lisa Robin Kelly) uživa očevu naklonost, iako je zapravo zločesta, prijetvorna i lakog morala što otac ne primjećuje ili ne želi vidjeti.
Eric je zaljubljen od malih nogu u svoju susjedu Donnu (Laura Prepon) koja mu početkom serije uzvrati simpatiju. Njihovi prijatelji su buntovnik Steven Hyde (Danny Masterson), Ericov najbolji prijatelj, ne odveć bistri Michael Kelso (Ashton Kutcher), Fez (Wilmer Valderrama), učenik na razmjeni iz nepoznate zemlje i samodopadna Jackie Burkhart (Mila Kunis). Njih šestero zajedno provode vrijeme okupljajući se kod Erica, najčešće u podrumu gdje se zabavljaju i druže.

## Glavni likovi

### Tinejdžeri
- Topher Grace kao Eric Forman
- Laura Prepon kao Donna Pinciotti
- Ashton Kutcher kao Michael Kelso
- Mila Kunis kao Jackie Burkhart
- Danny Masterson kao Steven Hyde
- Wilmer Valderrama kao Fez
- Lisa Robin Kelly kao Laurie Forman
- Josh Meyers kao Randy Pearson

### Odrasli
- Kurtwood Smith kao Reginald "Red" Forman
- Debra Jo Rupp kao Kitty Forman
- Don Stark kao Bob Pinciotti
- Tanya Roberts kao Midge Pinciotti
- Tommy Chong kao Leo Chingkwake

## Vanjske poveznice
- Službena stranica  Arhivirana inačica izvorne stranice od 11. svibnja 2011. (Wayback Machine)
- Lude 70-e na Internet Movie Database-u